# Diocesi di Frosinone-Veroli-Ferentino

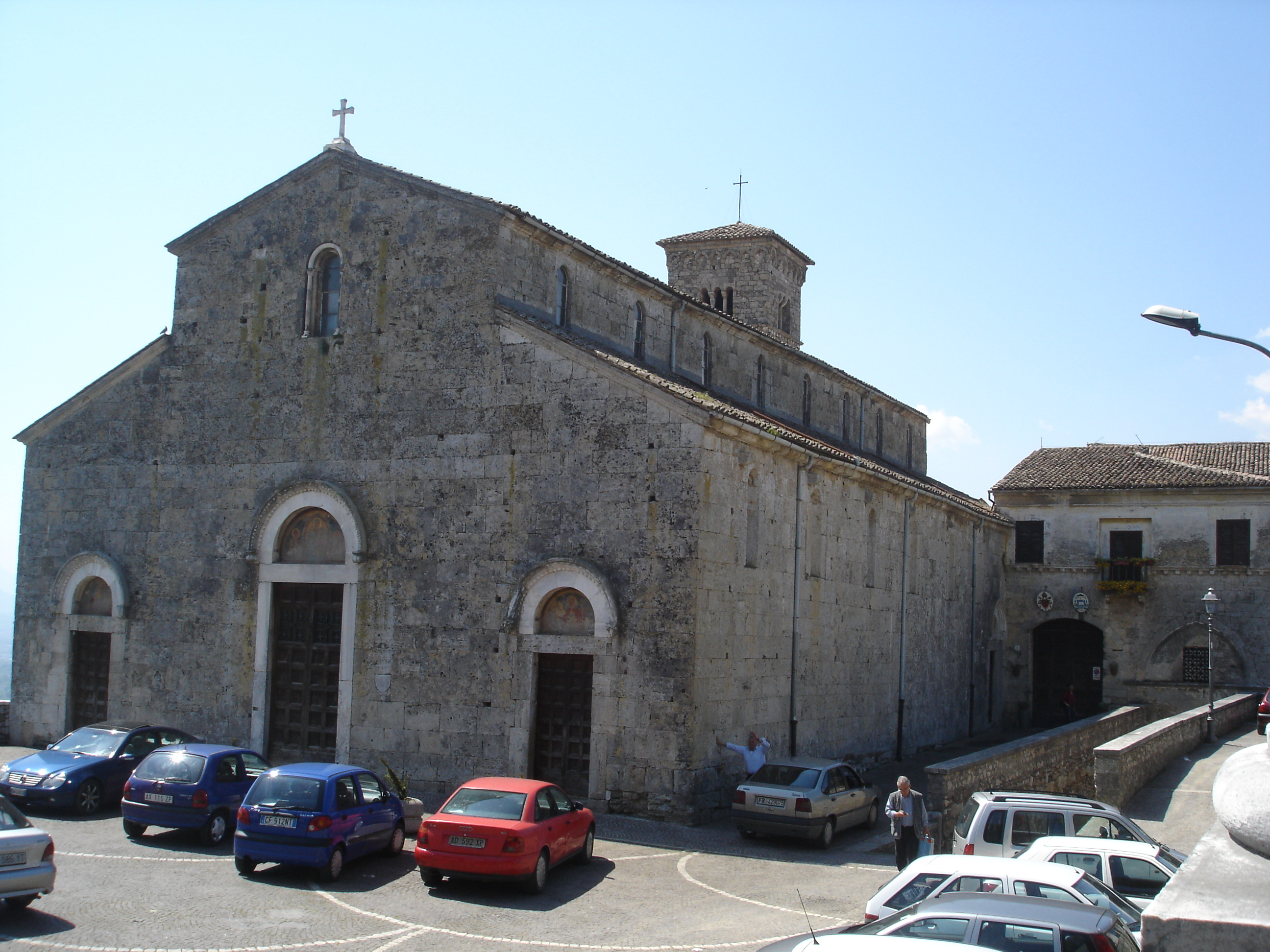
La concattedrale di Ferentino.

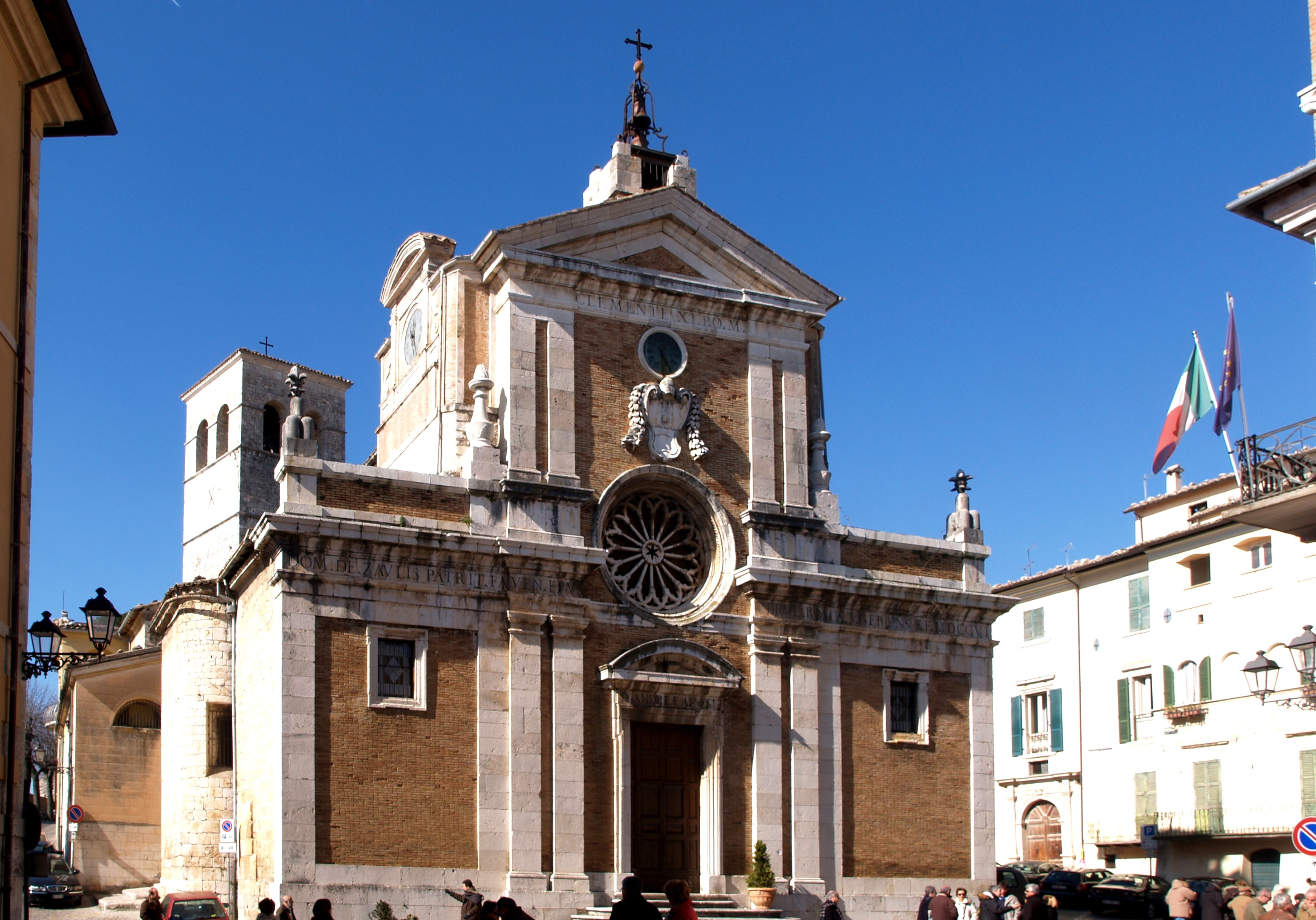
La concattedrale di Veroli.

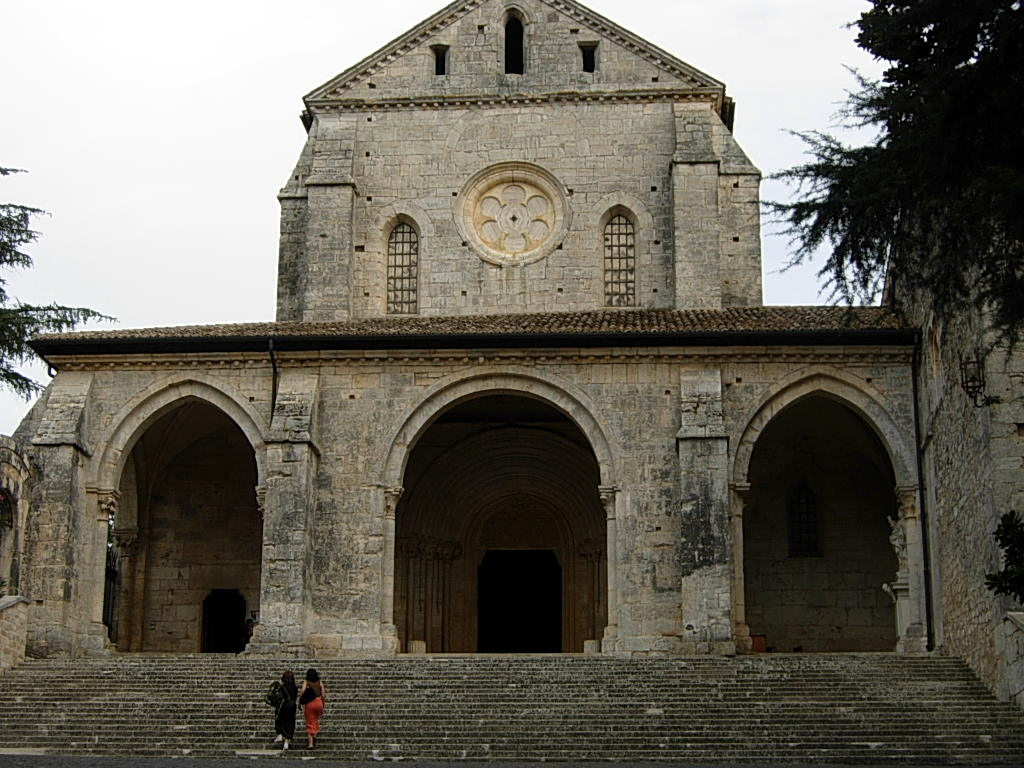
L'abbazia di Casamari.

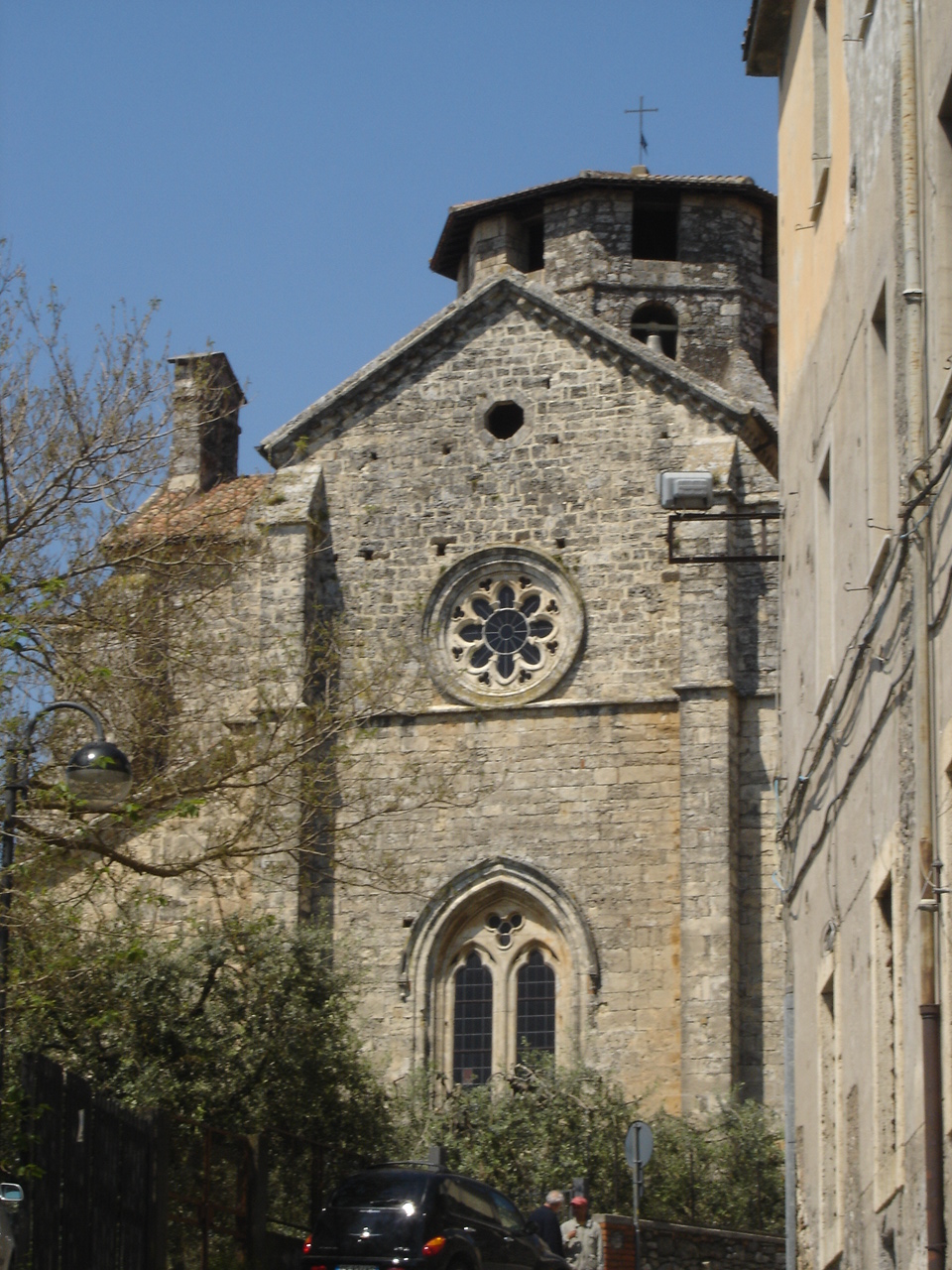
Chiesa abbaziale di Santa Maria Maggiore a Ferentino.

La diocesi di Frosinone-Veroli-Ferentino (in latino Dioecesis Frusinatensis-Verulana-Ferentina) è una sede della Chiesa cattolica in Italia immediatamente soggetta alla Santa Sede appartenente alla regione ecclesiastica Lazio. Nel 2023 contava 166 700 battezzati su 176 678 abitanti. La sede è vacante, in attesa che l'arcivescovo, titolo personale, eletto Santo Marcianò ne prenda possesso.

## Territorio
La diocesi comprende nel suo territorio 21 comuni. Amministrativamente la diocesi ricade nella provincia di Frosinone, salvo il comune di Prossedi che appartiene alla provincia di Latina.
Sede vescovile è la città di Frosinone, dove si trova la cattedrale di Santa Maria Assunta. A Veroli e a Ferentino sorgono le due concattedrali, dedicate rispettivamente a Sant'Andrea apostolo e ai Santi Giovanni e Paolo. Nel territorio diocesano si trova anche l'abbazia di Casamari, la cui chiesa è stata elevata alla dignità di basilica minore da papa Pio XII nel 1957.

### Parrocchie e vicarie
Il territorio si estende su 804 km² ed è suddiviso in 83 parrocchie, raggruppate in 5 vicarie:
- vicaria di Frosinone: Frosinone;
- vicaria di Veroli: Veroli, Boville Ernica, Monte San Giovanni Campano;
- vicaria di Ferentino: Ferentino, Supino;
- vicaria di Ceccano: Ceccano, Amaseno, Giuliano di Roma, Patrica, Prossedi, Villa Santo Stefano;
- vicaria di Ceprano: Ceprano, Falvaterra, Strangolagalli, Castro dei Volsci, Pofi, Vallecorsa, Arnara, Torrice, Ripi.

## Storia
L'odierna diocesi nasce nel 1986 dall'unione di due antiche sedi episcopali: la diocesi di Veroli, attestata dall'VIII secolo e che nel Novecento prese il nome di Veroli-Frosinone; e la diocesi di Ferentino, documentata a partire dal IV secolo.

### Ferentino
Ferentino, come molte altre diocesi italiane, rivendica un'origine apostolica, essendo stata evangelizzata secondo la tradizione dallo stesso apostolo Pietro. Tuttavia il primo vescovo storicamente attestato fu Basso, presente al sinodo romano indetto da papa Felice III nel 487 per giudicare quei vescovi e preti africani che avevano abiurato la fede cattolica durante la persecuzione di Unnerico re dei vandali; lo stesso vescovo partecipò al concilio romano celebrato da papa Simmaco nel 499. Ciò non esclude l'antichità della presenza cristiana nella città, come è stato documentato dalla scoperta di una domus ecclesiae del III secolo negli scavi sottostanti la chiesa di Santa Maria Maggiore (già cattedrale di Ferentino), e da alcune epigrafi funerarie cristiane databili fra III e IV secolo.
I successivi vescovi ferentinati sono noti per la loro partecipazione ai concili indetti dai papi a Roma. Tra questi si ricorda in particolare Bono che il 16 aprile 556 accettò, assieme a Giovanni di Perugia, di consacrare vescovo di Roma il diacono Pelagio, imposto da Costantinopoli, ma accusato dal clero romano di essersi arreso alla politica giustinianea di condanna dei Tre Capitoli, sconfessando così il suo predecessore Vigilio.
Nel corso del XII secolo la città e la diocesi si schierarono contro i papi di Roma. Il vescovo Giso, nel 1130, appoggiò il partito dell'antipapa Anacleto II, e per questo fu deposto nel 1138. Il successore Trasmondo, per la sua fedeltà al legittimo pontefice, finì in carcere e fu tragicamente ucciso. Anche Ubaldo (1148-1160) si schierò dalla parte dell'antipapa Vittore IV e per questo venne deposto nel 1160. A partire dalla seconda metà del secolo, i pontefici si recarono in più occasioni nella Valle Latina: «la presenza a Ferentino di Alessandro III e Innocenzo III fu dunque volta a riaffermarvi l'autorità papale, concretizzata dall'insediamento del rettorato provinciale».
Nel 1223, all'epoca di papa Onorio III, la diocesi comprendeva i centri di Ceccano, Patrica, Cacumen (scomparso), Supino, Giuliano, Prossedi, Pisterzo, San Lorenzo (Amaseno), Villa Santo Stefano e Silvamolle; questa configurazione territoriale si è mantenuta pressoché invariata nei secoli.
A metà del XIII secolo, il desiderio dei Francescani di insediarsi all'interno delle mura cittadine trovò l'appoggio dei papi Alessandro IV (1254-1261) e Urbano IV (1261-1264), ma si scontrò con le autorità civili e religiose della città, appoggiate dai vescovi Giacomo da Velletri e Matteo I, che si opposero in ogni modo ai Francescani, fino ad arrivare ad assalire e distruggere il loro convento. Solo nel 1278 per i frati iniziò un periodo di pace, e quattro anni dopo inaugurarono la loro nuova chiesa.
Nei pressi di Ferentino Pietro del Morrone, divenuto poi papa Celestino V, fondò il monastero di Sant'Antonio Abate, dove si ritirò dopo la sua rinuncia al papato e dove, dopo la sua morte (1296), dimorarono i suoi resti fino al 1327 quando furono trasferiti all'Aquila.
Nel periodo post-tridentino, si distinse in particolare il vescovo Silvio Galassi (1585-1591), che fu in precedenza segretario del cardinale Carlo Borromeo. Appena eletto vescovo, attuò una visita pastorale alla diocesi rendendosi conto dello stato di degrado in cui versava il clero e la pietà popolare; «prese dei provvedimenti per eliminare la condotta scandalosa del clero, cercando di ravvivare la sua vita spirituale, obbligando gli ecclesiastici allo studio delle sacre lettere e delle opere teologiche, imponendo la conoscenza approfondita dei decreti di riforma del Concilio di Trento».. L'applicazione dei decreti di riforma del concilio di Trento è attestata dalla relazione della visita ad limina del 1603; nel 1605 è documentato in primo sinodo diocesano per l'attuazione della riforma tridentina.
A causa della scarsità delle rendite, il seminario vescovile venne istituito molto più tardi, sul finire del XVII secolo. Eretto una prima volta, ma senza molta fortuna, da Ottavio Roncioni nel 1664, l'apertura effettiva si ebbe solo con il vescovo Giovan Carlo Antonelli nel 1687. Ma i contrasti sorti per la soppressione di alcuni benefici ecclesiastici a favore del sostentamento del seminario, causarono dei forti dissidi che costrinsero il vescovo Valeriano Chierichelli (1694-1718) a ritirarsi a Roma e governare la diocesi per mezzo di vicari episcopali.
Al momento dell'unione con Veroli-Frosinone, la diocesi di Ferentino comprendeva 29 parrocchie nei comuni di Amaseno (2), Ceccano (4), Ferentino (12), Giuliano di Roma, Patrica (3), Supino (4), Villa Santo Stefano e Prossedi (2).

### Veroli
Secondo la tradizione, l'annuncio della fede cristiana nel territorio di Veroli risalirebbe all'epoca apostolica e alla predicazione di Salome, madre degli apostoli Giacomo e Giovanni, che sarebbe giunta nell'antica città ernica al seguito di san Pietro; accolta nella casa del contadino Mauro, lo convertì alla nuova fede e lo consacrò primo vescovo della comunità verolana. Dell'antichità della comunità cristiana di Veroli ne è testimonianza un'epigrafe funeraria, scoperta nel duomo di Veroli, che commemora la sepoltura del presbitero Marturio nell'anno 384. Dal Medioevo a Veroli sono venerati i santi Biagio e Demetrio, martiri però assenti negli antichi martirologi.
Ancora la tradizione, non documentata storicamente, asserisce che Frosinone fu sede episcopale fino all'VIII secolo e che l'antica diocesi al tempo dell'invasione longobarda si fuse con la vicina Veroli. A una presunta dioecesis frosonensis si attribuiscono due vescovi, Innocenzo e Papìa, presenti ai sinodi romani indetti all'epoca di papa Simmaco tra il 499 e il 502. Tuttavia, come documenta l'edizione critica degli atti di quei concili pubblicata da Theodor Mommsen, Innocenzo non fu vescovo di Frosinone, ma di Fossombrone, mentre Papìa appare in uno dei falsi concili simmachiani, il cui nome fu desunto dalle liste episcopali del concilio di Calcedonia. Secondo il Liber pontificalis erano originari di Frosinone i papi Ormisda (514-523) e il figlio Silverio (536-537).
Della diocesi di Veroli si ha conoscenza solo a partire dalla metà dell'VIII secolo: primo vescovo documentato è Martino, che prese parte al concilio romano indetto da papa Zaccaria nel 743. Tuttavia Duchesne e Lanzoni non escludono che la diocesi esistesse già prima dell'invasione longobarda.
Documenti pontifici della seconda metà dell'XI secolo, le bolle di Gregorio VII (1081) e di Urbano II (1097), definirono il territorio di competenza dei vescovi di Veroli, che comprendeva gli abitati di Veroli, Frosinone, Torrice, Ripi, Pofi, Arnara, Castro dei Volsci, Falvaterra, Ceprano, Strangolagalli, Monte San Giovanni, Bauco, e i territori scomparsi di Castro, Canneto, Castello Nuovo e Montenero. Apparteneva all'antico territorio diocesano anche l'abbazia di Casamari, importante monumento dell'architettura gotico-cistercense.
«Grazie alla sopravvivenza della documentazione dell'archivio capitolare si è constatata la grande importanza che il vescovo di Veroli assunse nel tempo nella regione. Fondi agricoli e proprietà immobiliari di diverso valore erano in possesso del capitolo della Cattedrale e del vescovo, il quale locava e concedeva benefici come ogni altro grande signore feudale… Arricchito dalle donazioni patrimoniali, e soprattutto per una felice gestione amministrativa, favorito dai privilegi di immunità, divenne il più potente signore del comprensorio nel XII-XIII secolo.»
La storia della diocesi di Veroli è particolarmente legata a quella del papato e della Santa Sede. Papa Giovanni X fu tenuto prigioniero per ordine di Marozia nella rocca di san Leucio; i papi Gregorio VII nel 1080 e Pasquale II nel 1114 tennero nella chiesa di Santa Giusta a Ceprano due sinodi della Chiesa romana; nel 1170 papa Alessandro III iniziò le trattative di pace con Federico Barbarossa nel monastero di Sant'Erasmo in Veroli; nella lotta contro gli imperatori svevi, trovarono rifugio a Veroli Alessandro III e Lucio III (1083); alla fine del XIII secolo il cardinale Benedetto Caetani, futuro papa Bonifacio VIII, fu nominato podestà comunale, rafforzando l'alleanza fra Comune e Chiesa.
A partire dal XIV secolo iniziò la decadenza della città e della diocesi verolana, aggravata dal terremoto del 1349, che danneggiò gravemente la cattedrale e la basilica di Santa Salome, entrambe ristrutturate nelle forme attuali nel Settecento.
Nel Cinquecento, il vescovo Benedetto Salino (1560-1567) prese parte al concilio di Trento, e al suo ritorno in diocesi iniziò l'applicazione dei decreti di riforma con l'indizione di un sinodo diocesano. La prima visita canonica risale al 1581 e fu opera del vescovo Ortensio Battisti (1567-1594); più tardi fu istituito il seminario vescovile (1611), che tuttavia ebbe vita regolare solo a partire dal 1652.
Durante il periodo napoleonico, diversi sacerdoti ebbero parte attiva nella rivolta del 1798; il vescovo Antonio De Rossi «esercitò un'intensa opera di mediazione, che agli occhi dei reazionari fu tuttavia vanificata dal suo giuramento di fedeltà a Napoleone». Fu anche a causa dell'atteggiamento del De Rossi, che agli inizi dell'XIX secolo si parlò per la prima volta di un possibile trasferimento della sede episcopale a Frosinone, città in forte crescita demografica, dove anche il governo pontificio aveva trasferito il capoluogo della provincia di Campagna e Marittima.
La diocesi visse un momento di crisi a metà dell'Ottocento per l'adesione al partito riformista e liberale di buona parte del clero verolano, che costrinse il vescovo Mariano Venturi (1844-1854) all'esilio nel Regno delle Due Sicilie. Le tensioni continuarono anche dopo l'unità d'Italia: nel 1877 il vescovo Giovanni Battista Maneschi (1868-1891) fu messo agli arresti aver organizzato la processione del Corpus Domini.
Nel 1921 il territorio di Vallecorsa fu scorporato dall'arcidiocesi di Gaeta ed annesso a quello della diocesi di Veroli.
Il 29 febbraio 1956 la Congregazione Concistoriale, con il decreto In dioecesi Verulana, stabilì che all'antico titolo di Veroli si unisse in perpetuo il titolo di Frosinone e che la diocesi assumesse il nome di Veroli-Frosinone. Queste disposizioni si resero necessarie in seguito al notevole sviluppo demografico di Frosinone, dopo che la città divenne capoluogo di provincia nel 1927. Con un decreto della medesima Congregazione del 12 aprile 1965 la collegiata di Santa Maria Assunta di Frosinone fu elevata al rango di concattedrale della diocesi e al vescovo fu data la possibilità di erigervi una cathedra episcopalis e di celebrarvi i pontificalia.
La progressiva importanza assunta da Frosinone a scapito di Veroli fu sancita anche dalla costruzione nel capoluogo provinciale di un nuovo palazzo episcopale e del trasferimento degli uffici della curia ad opera del vescovo Giuseppe Marafini (1964-1973).
Al momento dell'unione con Ferentino, la diocesi di Veroli-Frosinone comprendeva 49 parrocchie nei comuni di Arnara, Boville Ernica (3), Castro dei Volsci (4), Ceprano (2), Falvaterra, Frosinone (8), Monte San Giovanni Campano (6), Pofi (2), Ripi (2), Strangolagalli, Torrice (2), Vallecorsa (2) e Veroli (15).

### Frosinone-Veroli-Ferentino
Il 21 dicembre 1973, con la nomina del vescovo Michele Federici, le due diocesi di Veroli-Frosinone e di Ferentino furono unite in persona episcopi. Il nuovo vescovo pose la sua sede nell'episcopio di Frosinone; morì tragicamente durante il terremoto dell'Irpinia nel novembre del 1980.
Il 30 settembre 1986, in forza del decreto Instantibus votis della Congregazione per i Vescovi, l'unione di Veroli-Frosinone e Ferentino è divenuta piena e la diocesi risultante ha assunto il nome attuale. La sede della diocesi fu posta a Frosinone; contestualmente la concattedrale del capoluogo fu elevata al rango di cattedrale, mentre le altre due cattedrali ridotte a concattedrali.
Già a partire dal 1981 gli episcopati di Angelo Cella e del suo successore Salvatore Boccaccio hanno cercato di conferire a tutta la diocesi un'impostazione pastorale omogenea e di raggiungere tutta la comunità diocesana, con particolare attenzione per i più deboli.
Il 16 settembre 2001 la diocesi ha ricevuto la visita pastorale di papa Giovanni Paolo II.
Nel 2012 è stato inaugurato il museo diocesano di Ferentino all'interno dell'ex episcopio ferentinate; tra i beni di maggior rilevanza si ricordano due tele attribuite al Cavalier d'Arpino, la mitria di papa Celestino V e reliquiari opera di argentieri Settecento e dell'Ottocento; nel 2015 è sorto anche il museo civico diocesano di Amaseno per la «conservazione, fruizione e accessibilità dei beni pertinenti al patrimonio nelle chiese di Amaseno».
Dal 10 novembre 2022 è unita in persona episcopi alla diocesi di Anagni-Alatri.

## Cronotassi dei vescovi
Si omettono i periodi di sede vacante non superiori ai 2 anni o non storicamente accertati.

### Vescovi di Ferentino
- Concordio ? † (menzionato nel 320 circa)[19]
- Basso † (prima del 487 - dopo marzo 499)[20]
- Innocenzo † (prima di ottobre 501 - dopo il 502)[20]
- Bono † (menzionato nel 556)[20][21]
- Luminoso † (menzionato nel 595)[20]
- Bonito[22] † (menzionato nel 649)
- Agnello † (menzionato nel 721)
- Stefano I † (menzionato nel 761)
- Sergio † (menzionato nel 769)
- Giovanni I ? † (menzionato tra il 796 e il 826)[23]
- Adriano † (menzionato nell'853)
- Pietro I ? † (menzionato nell'861)[24]
- Giovanni II † (menzionato nell'869)[25]
- Stefano II † (menzionato nell'879)
- Benedetto I † (menzionato nel 942)[senza fonte]
- Romano † (prima del 963 - dopo il 964)[26]
- Ignizzo ? † (menzionato nel 969)[27]
- Domenico I † (menzionato nel 993)[26]
- Alfrido † (prima del 998 - dopo febbraio 999)[26]
- Placido I † (menzionato nel 1001)[senza fonte]
- Benedetto II † (menzionato nel 1015)[26]
- Alessandro I ? † (menzionato nel 1059)[28]
- Leone † (XI secolo)[29]
- Anonimo † (menzionato nel 1080)[26]
- Placido II † (menzionato nel 1082)[senza fonte]
- Agostino, O.S.B. † (1106 - dopo il 1113)[26]
- Placido III, O.S.B. † (? - 1130 deceduto)[26]
  - Siro (o Lino o Giso)[30] † (1130- 1138 deposto) (antivescovo)
- Trasmondo † (1138 - 22 marzo 1148 deceduto)
- Ubaldo † (1148 - 1160 deposto)
- Rodolfo † (1160[31] - circa 1191 deceduto)
- Berardo I † (1191 - 22 gennaio 1203 deceduto)
- Alberto Longo (o Longhi) † (22 maggio 1203 - dopo il 1209)
- Landolfo † (menzionato nel 1222)[32]
- Anonimo † (menzionato nel 1237)[33]
- Donato † (menzionato nel 1241 circa)[34]
- Giacomo da Velletri, O.Min. † (prima del 1248 - dopo il 1257)[35]
- Matteo I † (prima del 1263 - dopo il 1266)[36]
- Giacomo, O.P. † (prima del 1276 - dopo il 1290 deceduto)
- Landolfo "il Rosso" † (29 marzo 1298 - 1303 deceduto)
- Berardo II[37] † (10 gennaio 1304 - ?)
- Filippo † (15 dicembre 1318[38] - 1348 deceduto)[39]
- Pietro Ruggeri † (5 novembre 1348 - circa 1374 deceduto)[40]
- Alberto, O.E.S.A. † (14 luglio 1374 - circa 1392 deceduto)
  - Gilberto, O.Min. † (20 aprile 1379 - ? deceduto) (antivescovo)[41]
  - Angelo, O.Min. † (20 agosto 1395 - ?) (antivescovo)
- Giovanni Panella † (8 marzo 1392 - 15 maggio 1395 nominato arcivescovo di Durazzo)
- Nicola Vincioni † (21 maggio 1395 - 1409 deposto)[42]
- Francesco Antonio Sisti, O.F.M. † (9 agosto 1409 - 1433 deceduto)
  - Angelo † (1409) (antivescovo)
  - Gregorio † (1409) (antivescovo)
- Antonio Boccabella, O.F.M. † (23 dicembre 1435 - 24 gennaio 1445 deceduto)
- Giovanni III, O.S.A. † (12 febbraio 1445 - ? deceduto)
- Andrea De Laurenzi † (28 settembre 1453 - 1498 deceduto)
- Pietro De Fenestrosa † (4 luglio 1498 - 22 settembre 1499 deceduto)
- Francesco Fillipperi † (11 ottobre 1499 - 15 marzo 1510 deceduto)
- Tranquillo De Macarazzi † (16 dicembre 1510 - 6 aprile 1548 deceduto)
- Sebastiano Antonio Pighini † (4 giugno 1548 - 30 maggio 1550 nominato arcivescovo di Manfredonia)
- Dionisio de Robertis, O.S.M. † (30 maggio 1550 - 30 marzo 1554 nominato arcivescovo di Manfredonia)
- Aurelio Tibaldeschi † (30 aprile 1554 - circa 1584 deceduto)
- Silvio Galassi † (3 giugno 1585 - 1591 deceduto)
- Orazio Ciceroni † (31 luglio 1591 - 1603 deceduto)
- Fabrizio Campi † (7 aprile 1603 - 15 giugno 1605 deceduto)
- Dionigi Morelli † (3 agosto 1605 - 13 ottobre 1612 deceduto)
- Ennio Filonardi † (19 novembre 1612 - 1644 deceduto)
- Enea Spennazzi † (23 maggio 1644 - 1658 deceduto)
- Ottavio Roncioni † (8 luglio 1658 - 2 luglio 1676 deceduto)
- Giovan Carlo Antonelli † (11 gennaio 1677 - 20 aprile 1694 deceduto)
- Valeriano Chierichelli o Cierchielli † (21 giugno 1694 - 14 maggio 1718 deceduto)
- Simone Gritti † (8 luglio 1718 - 23 dicembre 1729 nominato vescovo di Acquapendente)
- Fabrizio Borgia † (23 dicembre 1729 - 2 settembre 1754 deceduto)
- Pietro Paolo Tosi † (16 settembre 1754 - 31 marzo 1798 deceduto)
- Nicola Buschi † (11 agosto 1800 - 23 settembre 1813 deceduto)
- Luca Amici † (15 marzo 1815 - 8 febbraio 1818 deceduto)
- Gaudenzio Patrignani, O.F.M. † (25 maggio 1818 - 15 febbraio 1823 deceduto)
- Giuseppe-Maria Lais † (10 marzo 1823 - 18 gennaio 1836 deceduto)
- Vincenzo Macioti † (1º febbraio 1836 - 5 agosto 1840 deceduto)
- Giovanni Giuseppe Canali † (14 dicembre 1840 - 24 gennaio 1842 dimesso[43])
- Antonio Benedetto Antonucci † (22 luglio 1842 - 25 luglio 1844 dimesso[44])
- Bernardo Maria Tirabassi † (20 gennaio 1845 - 2 gennaio 1865 deceduto)
- Gesualdo Vitali † (27 marzo 1865 - 31 dicembre 1879 deceduto)
- Pietro Facciotti † (27 gennaio 1880 - 19 aprile 1897 dimesso[45])
- Domenico Bianconi † (19 aprile 1897 - 12 giugno 1922 deceduto)
- Alessandro Fontana † (11 dicembre 1922 - 21 dicembre 1941 deceduto)
- Tommaso Leonetti † (14 aprile 1942 - 10 luglio 1962 nominato arcivescovo di Capua)
- Costantino Caminada † (21 luglio 1962 - 6 novembre 1972 deceduto)
- Umberto Florenzani † (27 gennaio 1973 - 21 dicembre 1973 nominato vescovo di Anagni e di Alatri)
- Michele Federici † (21 dicembre 1973 - 23 novembre 1980 deceduto)
- Angelo Cella, M.S.C. † (6 giugno 1981 - 30 settembre 1986 nominato vescovo di Frosinone-Veroli-Ferentino)

### Vescovi di Veroli
- Martino † (menzionato nel 743)
- Adroaldo † (menzionato nell'853)[46]
- Ildebrando † (prima dell'861 - dopo l'869)
- Giovanni I † (prima del 959 - dopo il 964)[47]
- Aufredo † (menzionato nel 967/968)[48]
- Leone ? † (menzionato nel 981)[49]
- Sergio † (menzionato nel 1024)[47]
- Gerardo † (menzionato nel 1036)[47]
- Benedetto I † (menzionato nel 1050)[47]
- Placido † (prima del 1059 - dopo il 1061)[47]
- Giovanni II † (menzionato nel 1066)[senza fonte]
- Onesto † (prima del 1071 - dopo settembre 1075)[47][50]
- Alberto † (prima di giugno 1081 - dopo settembre 1108)[47][51]
- Leto I † (prima del 1111 - dopo il 1125)[47][51]
- Stefano † (menzionato nel 1134)[52]
- Leone I † (prima del 1140 - dopo febbraio 1144)
- Oddone I † (circa 1145 - 1147 deceduto)
- Leone II † (1147 - 1160 deceduto)
- F(a)ramondo † (1160 - 1181 deceduto)
- Ambrogio † (1181 - 1188 deceduto)
- Roberto † (1188 - circa 1189)
- Oddone II † (1190 - 1012 deceduto)
- Leto II † (menzionato nel 1217)
- Giovanni III † (1223 - 1250 deceduto)
- Giovanni IV † (11 maggio 1252 - 1253 deceduto)
- Giovanni Gioffredi † (1253 - 1258 deceduto)
- Andrea † (menzionato nel 1259)
- Gregorio † (1261 - 1278 deceduto)
- Loterio † (1280 - 1314 deceduto)
- Tommaso † (9 febbraio 1317 - 1329 deceduto)
- Adiutorio † (27 aprile 1331 - 1354 deceduto)
- Guido † (18 marzo 1355 - 1363 deceduto)
- Giovanni V † (12 giugno 1363 - circa settembre 1382 deceduto)
  - Nicola Rosati † (20 aprile 1379 - ?) (antivescovo)
- Francesco Bellanti † (1384 - prima di settembre 1386 nominato vescovo di Narni)
  - Sede vacante (1387-1396)
- Bartolomeo † (1396 - 1420 deceduto)
- Benedetto II † (4 aprile 1422 - 1437 deceduto)
- Clemente Bartolomei, O.S.A. † (5 dicembre 1437[53] - 1457 dimesso o deceduto)
- Angelo Mancini Lupi di Cave † (12 agosto 1457 - 10 ottobre 1463 nominato vescovo di Sora)
- Fabrizio Novelli † (3 febbraio 1464 - 1468 deceduto)
- Giovanni Paolo Ponziani † (13 giugno 1468 - luglio 1503 deceduto)[54]
- Ennio Filonardi † (4 agosto 1503 - 1538 dimesso)
- Antonio Filonardi † (12 agosto 1538 - 1560 deceduto)
- Benedetto Salini † (19 giugno 1560 - 1567 deceduto)
- Ortensio Battisti † (28 novembre 1567 - 1594 deceduto)
- Eugenio Fucci † (12 ottobre 1594 - 1608 deceduto)
- Girolamo Asteo, O.F.M.Conv. † (17 novembre 1608 - 15 agosto 1626 deceduto)
- Baglione Carradore † (16 novembre 1626 - 5 giugno 1628 nominato vescovo dei Marsi)
- Vincenzo Lanteri, C.O. † (19 giugno 1628 - 16 settembre 1649 deceduto)
- Alessandro Argoli † (23 ottobre 1651 - 26 aprile 1654 deceduto)
- Francesco Lombardi † (21 aprile 1655 - 1660 deceduto)
- Francesco Angelucci † (5 aprile 1660 - 15 dicembre 1674 deceduto)
- Riccardo Annibaldi † (27 maggio 1675 - marzo 1689 deceduto)
- Domenico Zauli † (6 marzo 1690 - 26 aprile 1708 dimesso)
- Ludovico Anselmo Gualterio † (30 aprile 1708 - 21 gennaio 1715 nominato vescovo di Todi)
- Lorenzo Tartagni † (1º aprile 1715 - 1º settembre 1751 dimesso)
- Pietro Saverio Antonini † (20 settembre 1751 - 27 maggio 1761 dimesso)
- Giovanni Battista Jacobini † (17 agosto 1761 - 24 marzo 1786 deceduto)
- Antonio de Rossi † (18 dicembre 1786 - maggio 1811 deceduto)
  - Sede vacante (1811-1814)
- Francesco Maria Cipriani, O.S.B.Cel. † (26 settembre 1814 - 28 dicembre 1843 deceduto)
- Mariano Venturi † (22 luglio 1844 - 14 luglio 1854 deceduto)
- Luigi Zannini † (30 novembre 1854 - 9 dicembre 1857 dimesso)
- Fortunato Maurizi † (21 dicembre 1857 - 22 settembre 1868 deceduto)
- Giovanni Battista Maneschi † (21 dicembre 1868 - 15 agosto 1891 deceduto)
- Paolo Fioravanti † (14 dicembre 1891 - 17 maggio 1909 deceduto)
- Luigi Fantozzi, C.PP.S. † (12 luglio 1909 - 1º gennaio 1931 dimesso[55])
- Francesco de Filippis † (11 marzo 1931 - 26 novembre 1942 nominato arcivescovo di Brindisi)
- Emilio Baroncelli † (22 gennaio 1943 - 12 agosto 1955 nominato vescovo di Recanati-Loreto)

### Vescovi di Veroli-Frosinone
- Carlo Livraghi † (10 marzo 1956 - 14 aprile 1962 dimesso[56])
- Luigi Morstabilini † (11 agosto 1962 - 7 ottobre 1964 nominato vescovo di Brescia)
- Giuseppe Marafini † (14 novembre 1964 - 10 agosto 1973 deceduto)
- Michele Federici † (21 dicembre 1973 - 23 novembre 1980 deceduto)
- Angelo Cella, M.S.C. † (6 giugno 1981 - 30 settembre 1986 nominato vescovo di Frosinone-Veroli-Ferentino)

### Vescovi di Frosinone-Veroli-Ferentino
- Angelo Cella, M.S.C. † (30 settembre 1986 - 9 luglio 1999 ritirato)
- Salvatore Boccaccio † (9 luglio 1999 - 18 ottobre 2008 deceduto)
- Ambrogio Spreafico (18 ottobre 2008 succeduto - 1º luglio 2025 ritirato)
- Santo Marcianò, dal 1º luglio 2025

## Statistiche
La diocesi nel 2023 su una popolazione di 176 678 persone contava 166 700 battezzati, corrispondenti al 94,4% del totale.
| anno                                     | popolazione | popolazione | popolazione | presbiteri | presbiteri | presbiteri | presbiteri                | diaconi | religiosi | religiosi | parrocchie |
| anno                                     | battezzati  | totale      | %           | numero     | secolari   | regolari   | battezzati per presbitero | diaconi | uomini    | donne     | parrocchie |
| ---------------------------------------- | ----------- | ----------- | ----------- | ---------- | ---------- | ---------- | ------------------------- | ------- | --------- | --------- | ---------- |
| diocesi di Veroli (poi Veroli-Frosinone) |             |             |             |            |            |            |                           |         |           |           |            |
| 1950                                     | 96 700      | 96 730      | 100,0       | 176        | 86         | 90         | 549                       |         | 121       | 240       | 44         |
| 1970                                     | 112 089     | 112 256     | 99,9        | 150        | 73         | 77         | 747                       |         | 87        | 329       | 57         |
| 1980                                     | 120 286     | 120 428     | 99,9        | 138        | 62         | 76         | 871                       |         | 104       | 219       | 60         |
| diocesi di Ferentino                     |             |             |             |            |            |            |                           |         |           |           |            |
| 1950                                     | 54 500      | 55 000      | 99,1        | 63         | 39         | 24         | 865                       |         | 35        | 103       | 23         |
| 1970                                     | ?           | 54 100      | ?           | 67         | 38         | 29         | ?                         |         | 33        | 120       | 24         |
| 1980                                     | 55 902      | 56 000      | 99,8        | 60         | 33         | 27         | 931                       |         | 30        | 112       | 28         |
| diocesi di Frosinone-Veroli-Ferentino    |             |             |             |            |            |            |                           |         |           |           |            |
| 1990                                     | 175 227     | 176 142     | 99,5        | 154        | 72         | 82         | 1 137                     |         | 99        | 210       | 77         |
| 1999                                     | 184 000     | 185 510     | 99,2        | 131        | 71         | 60         | 1 404                     |         | 69        | 206       | 79         |
| 2000                                     | 184 000     | 185 510     | 99,2        | 131        | 71         | 60         | 1 404                     |         | 69        | 206       | 79         |
| 2001                                     | 185 841     | 188 641     | 98,5        | 138        | 65         | 73         | 1 346                     |         | 80        | 228       | 80         |
| 2002                                     | 191 000     | 193 750     | 98,6        | 120        | 67         | 53         | 1 591                     |         | 61        | 205       | 80         |
| 2003                                     | 189 000     | 191 830     | 98,5        | 121        | 67         | 54         | 1 561                     |         | 66        | 233       | 82         |
| 2004                                     | 187 150     | 187 874     | 99,6        | 131        | 76         | 55         | 1 428                     | 1       | 67        | 198       | 82         |
| 2006                                     | 187 230     | 188 228     | 99,5        | 140        | 78         | 62         | 1 337                     | 1       | 73        | 222       | 82         |
| 2013                                     | 180 382     | 189 670     | 95,1        | 107        | 70         | 37         | 1 685                     | 1       | 53        | 128       | 82         |
| 2016                                     | 178 021     | 187 221     | 95,1        | 102        | 77         | 25         | 1 745                     | 6       | 47        | 172       | 82         |
| 2019                                     | 175 940     | 184 950     | 95,1        | 95         | 70         | 25         | 1 852                     | 4       | 45        | 147       | 82         |
| 2021                                     | 171 856     | 183 228     | 93,8        | 85         | 71         | 14         | 2 021                     | 9       | 33        | 123       | 83         |
| 2023                                     | 166 700     | 176 678     | 94,4        | 88         | 74         | 14         | 1 894                     | 9       | 38        | 135       | 83         |

### Per la sede di Veroli
- La diocesi di Veroli, su beweb.chiesacattolica.it.
- (LA) Ferdinando Ughelli, Italia sacra, vol. I, seconda edizione, Venezia, 1717,  coll. 1386-1401.
- Francesco Lanzoni, Le diocesi d'Italia dalle origini al principio del secolo VII (an. 604), vol. I, Faenza, 1927,  pp. 169–170.
- Giuseppe Cappelletti, Le Chiese d'Italia dalla loro origine sino ai nostri giorni, vol. VI, Venezia, 1847,  pp. 467–514.
- (LA) Paul Fridolin Kehr, Italia Pontificia, vol. II, Berolini, 1907,  pp. 155–175 (archiviato dall'url originale il 7 agosto 2016).
- (DE) Gerhard Schwartz, Die Besetzung der Bistümer Reichsitaliens unter den sächsischen und salischen Kaisern : mit den Listen der Bischöfe, 951-1122, Leipzig-Berlin, 1913,  pp. 277–278.
- (LA) Pius Bonifacius Gams, Series episcoporum Ecclesiae Catholicae, Graz, 1957,  pp. 738–739.
- (LA)  Konrad Eubel, Hierarchia Catholica Medii Aevi, vol. 1, p. 523; vol. 2, p. 266; vol. 3, p. 331; vol. 4, p. 365; vol. 5, p. 412; vol. 6, p. 439.

### Per la sede di Ferentino
- La diocesi di Ferentino, su catholic-hierarchy.org.
- La diocesi di Ferentino, su gcatholic.org.
- La diocesi di Ferentino, su beweb.chiesacattolica.it.
- (LA) Ferdinando Ughelli, Italia sacra, vol. I, seconda edizione, Venezia, 1717,  coll. 672-680; vol. X, coll. 263-264.
- Francesco Lanzoni, Le diocesi d'Italia dalle origini al principio del secolo VII (an. 604), vol. I, Faenza, 1927,  pp. 167–168.
- Giuseppe Cappelletti, Le Chiese d'Italia dalla loro origine sino ai nostri giorni, vol. VI, Venezia, 1847,  pp. 391–432.
- (LA) Paul Fridolin Kehr, Italia Pontificia, vol. II, Berolini, 1907,  pp. 146–147 (archiviato dall'url originale il 7 agosto 2016).
- (DE) Gerhard Schwartz, Die Besetzung der Bistümer Reichsitaliens unter den sächsischen und salischen Kaisern : mit den Listen der Bischöfe, 951-1122, Leipzig-Berlin, 1913,  p. 270.
- Gianluca Pilara, La città di Ferentino nel Medioevo: percorsi di crescita comunale in un centro del Basso Lazio, in Studi romani, anno 55, n. 1-2, 2007,  pp. 78–108.
- (LA) Pius Bonifacius Gams, Series episcoporum Ecclesiae Catholicae, Graz, 1957,  pp. 691–692.
- (LA)  Konrad Eubel, Hierarchia Catholica Medii Aevi, vol. 1, pp. 246–247; vol. 2, p. 153; vol. 3, p. 195; vol. 4, pp. 185–186; vol. 5, p. 199; vol. 6, p. 214.